# 尹廷俊
尹廷俊（1537年—？），字位甫，號見湖，雲南臨安府蒙自縣人，民籍，明朝政治人物。

## 生平
隆庆元年（1567年）丁卯科雲南鄉試第六名舉人。隆慶五年（1571年）中式辛未科會試第三百八十一名，三甲第一百二十四名進士。刑部觀政，授襄阳县知县，萬曆四年（1576年）升吏部主事，五年降为蘭州同知，七年升广西永宁州知州，十一年升吉安府同知，改南宁府，丁憂歸。十四年除宁国府，十七年官四川馬湖府知府，萬曆二十年（1592年）六月升任河東盐运使。

## 家族
曾祖尹成；祖父尹仁；父尹仕林，壽官。母趙氏。具庆下。弟廷傑、廷卿、廷秀、廷价、廷佐。